# Марк Гатчісон
Марк Алан Гатчісон (англ. Mark Alan Hutchison; нар. 5 травня 1963, Лас-Вегас, Невада) — американський юрист і політичний діяч, віце-губернатор штату Невада з 2015 року.
У 1987 році він закінчив Університет Невади у Лас-Вегасі зі ступенем бакалавра наук у галузі ділового адміністрування, а у 1990 році він отримав ступінь доктора права Університету Бригам Янг. Гатчісон працював юристом, заснував власну юридичну фірму. З 2013 по 2014 він був членом Сенату Невади.
Одружений, має шістьох дітей і чотирьох онуків. Він є активним членом Церкви Ісуса Христа Святих останніх днів.